# Orten (Linsells socken, Härjedalen)
Orten är en sjö i Härjedalens kommun i Härjedalen och ingår i Ljusnans huvudavrinningsområde. Sjön är 23 meter djup, har en yta på 3,23 kvadratkilometer och befinner sig 401 meter över havet. Orten ligger i Ljusnan (Hede-Svegsjön) Natura 2000-område. Sjön avvattnas av vattendraget Ljusnan.

## Delavrinningsområde
Orten ingår i det delavrinningsområde (690936-139650) som SMHI kallar för Utloppet av Orten. Medelhöjden är 482 meter över havet och ytan är 22,32 kvadratkilometer. Räknas de 371 avrinningsområdena uppströms in blir den ackumulerade arean 3 350,64 kvadratkilometer. Avrinningsområdets utflöde Ljusnan mynnar i havet. Avrinningsområdet består mestadels av skog (74 procent). Avrinningsområdet har 3,13 kvadratkilometer vattenytor vilket ger det en sjöprocent på 14,1 procent.